# ジョージ・ハワード・ダーウィン
ジョージ・ハワード・ダーウィン（Sir George Howard Darwin, F.R.S.、1845年7月9日 - 1912年12月7日）は、イギリスの天文学者・数学者である。チャールズ・ダーウィンの2番目の息子である。

## 生涯
ケンブリッジ大学のチャールズ・プリチャードのもとで学んだあと、トリニティカレッジに移りエドワード・ラウスの指導を受けた。1868年に数学で優れた成績をおさめて卒業した。その後大学の研究員の地位を得た。1872年に弁護士資格を得たが、天文学の分野に戻った。1879年に王立協会フェローに選出され、1883年にケンブリッジ大学のトーマス・プルームを記念して設けられた天文学と数学的哲学を担当するプルミアン教授職の職についた。これはケンブリッジ大学における天文学の最も重要な二つの教授職のひとつである。1891年にベーカリアン・メダル、1884年にロイヤル・メダル、1892年に王立天文学会ゴールドメダルを受賞し、1899年には王立天文学会の会長に選任されている。1911年にはコプリ・メダルを受賞した。
彼は潮汐論、天体形状論、三体問題の周期軌道計算などの分野で多くの業績を残している。1898年の著書『潮汐論』では、月の起源に関して、月は太陽による共鳴潮汐のため地球から分離生成し、自転周期と公転周期が同一となったと主張した。
1964年にケンブリッジ大学に彼の名を冠したカレッジ（ダーウィン・カレッジ）が新設された。これはケンブリッジの物理学部長を務めていた時代の邸宅がカレッジの校舎となったためである。

## 家族
フィラデルフィア出身のマルタ（モード）・デュ・ピュイと結婚し、2人の息子と2人の娘に恵まれた。
- グウェン・ラヴェラ（Gwen Raverat、1885-1957) - 芸術家で『思い出のケンブリッジ：ダーウィン家の子どもたち』の著者。
- チャールズ・ゴールトン・ダーウィン（1887-1962）- 物理学者、イギリス国立物理学研究所の所長を務めた。
- マーガレット・エリザベス・ダーウィン（Margaret Elizabeth Darwin、1890-1974) - ジョン・メイナード・ケインズの弟、サー・ジョフリー・ケインズに嫁いだ。
- ウィリアム・ロバート・ダーウィン（William Robert Darwin、1894-?)

## 著作
- "Tides" (Encyclopaedia Britannica, Ninth Edition, 1875-89)
- The tides and kindred phenomena in the solar system (Boston, Houghton, 1899)
- Problems connected with the tides of a viscous spheroid (London, Harrison and Sons, 1879-1882)
- Scientific papers (Volume 1): Oceanic tides and lunar disturbances of gravity (Cambridge : University Press, 1907)
- Scientific papers (Volume 2): Tidal friction and cosmogony.  (Cambridge : University Press, 1908)
- Scientific papers (Volume 3): Figures of equilibrium of rotating liquid and geophysical investigations. (Cambridge : University Press, 1908)
- Scientific papers (Volume 4): Periodic orbits and miscellaneous papers. (Cambridge : University Press, 1911)
- Scientific papers (Volume 5)  Supplementary volume, containing biographical memoirs by Sir Francis Darwin and Professor E. W. Brown, lectures on Hill's lunar theory, etc... (Cambridge : University Press, 1916)